# Oscar Cruz
Oscar Roilán Cruz Pérez (6 de agosto de 1979, Santiago de Cuba) es un poeta cubano. Graduado de Historia, en el año 2003, en el Instituto Superior Pedagógico Frank País de Santiago de Cuba, y editor de la revista literaria La Noria, una publicación asociada a la Asociación Hermanos Saíz (AHS), y al Ministerio de Cultura de Cuba a través del Centro Provincial del Libro de Santiago de Cuba. Sus obras se han traducido al inglés, al italiano, al francés, al portugués y al hindi. Es miembro de la Unión de Escritores y Artistas de Cuba. Integrante de lo que el crítico literario Harold Bloom calificó como «revisionismo intelectual», Cruz es uno de los autores más visibles de la llamada generación cero dentro de la poesía cubana contemporánea, y emplea, como recursos artísticos, la fábula y la metatextualidad. Su obra La maestranza deja traslucir un fondo ideológico en su contenido.
Sobre su antología poética The Cuban Team, el periódico Diario de Cuba mencionó: «Puede interpretarse, a partir de los paralelos en el título, que Oscar Cruz es hoy a la poesía cubana lo que Leo Messi al Barça», ya que, como compilador, presenta a otros diez poetas en dicho libro. Sin embargo, recibió críticas por su falta de especificidad al elegir un criterio para recopilar estos poemas.
Su oportunidad de probarse como antologador de poesía llegó con la publicación de Sílex, un volumen más sencillo que el anterior, en el que recoge voces de cinco autores de la última promoción poética cubana en Santiago de Cuba, agrupados bajo modestos criterios de selección.

## Obra
- Los malos inquilinos. Ediciones Unión, La Habana, 2008.
- Las posesiones. Editorial Letras Cubanas, La Habana, 2010.
- Balada del buen muñeco. SurEditores (UNEAC), La Habana, 2013.
- Esto es SOLO LO PEOR. Fundación Casa de Poesía, Editorial Universidad de Costa Rica, 2013. (Antología poética).
- La maestranza. Ediciones Unión, La Habana, 2014 y Aguadulce/Trabalis Editores, Puerto Rico, 2016.
- The Cuban Team: los once poetas cubanos. Editorial Hypermedia, Madrid, España, 2016. (Antología de poesía cubana contemporánea).
- Mano dura / una indicación, Ediciones Caserón (UNEAC), Santiago de Cuba, 2017, y Editorial Casa Vacía, Richmond, Virginia, EE. UU., 2017.
- Sílex: cinco poetas santiagueros. Ediciones Santiago, Santiago de Cuba, 2021.

## Premios
- 2006: Premio David de Poesía (UNEAC), por Los malos inquilinos.[1]
- 2009: Premio Pinos Nuevos de Poesía (Centro Cultural Dulce María Loynaz, Instituto Cubano del Libro y Letras Cubanas), por "Retorno a Salamina", publicado como Las posesiones.[1]
- 2009: Beca de Creación DADOR, (Centro Cultural Dulce María Loynaz, Instituto Cubano del Libro y Letras Cubanas), por el proyecto de poesía "Los alimentos terrestres".[1]
- 2010: Premio La Gaceta de Cuba de Poesía, por el cuaderno "En paños menores".[1]
- Premio Wolsan-CubaPoesía, 2012, (SurEditores, UNEAC) por Balada del Buen Muñeco (incluido en La maestranza).